# Prepona overlaeti
Prepona overlaeti är en fjärilsart som beskrevs av Le Moult 1932. Prepona overlaeti ingår i släktet Prepona och familjen praktfjärilar. Inga underarter finns listade i Catalogue of Life.